# Maladie veino-occlusive hépatique avec immunodéficience
Décrite pour la première en 1976 chez les australiens d'origine libanaise, la maladie veino-occlusive hépatique avec immunodéficience se manifeste par un déficit immunitaire sévère avec une maladie veino-occlusive du foie avec cirrhose, insuffisance hépatique et hépatomégalie survenant avant l'âge de un an.
Le déficit immunitaire comprend une hypogammaglobulinémie sévère, une immunodéficience des cellules T malgré un nombre normal de ces cellules, une absence de noyaux germinaux des ganglions lymphatiques et une absence de cellules plasmatiques tissulaires. Les infections par cytomégalovirus, candidose et pneumocystis jerovici sont habituelles. Le décès de l'enfant est presque constant en l'absence de diagnostic et de traitement.

## Sources
- (en) Tony Roscioli, John B Ziegler, Michael Buckley, Melanie Wong, « Hepatic Veno-Occlusive Disease with Immunodeficiency » In GeneTests: Medical Genetics Information Resource (database online). Copyright, University of Washington, Seattle. 1993-2007